# Rudná (Slovacchia)
Rudná (in ungherese Rozsnyórudna) è un comune della Slovacchia facente parte del distretto di Rožňava, nella regione di Košice.